# IF Limhamn Bunkeflo
LB07 (efter Limhamn Bunkeflo 2007), formellt IF Limhamn Bunkeflo, är en fotbollsklubb som bildades den 1 januari 2008 genom en sammanslagning av Bunkeflo IF och Limhamns IF. Damlaget spelade 2017–2019 i Damallsvenskan och herrlaget i Superettan 2008.

## Bakgrund
Bunkeflo IF och Limhamns IF var överens om att döpa den nya sammanslagna föreningen till LB07, en förkortning av Limhamn Bunkeflo 2007 efter ursprungsklubbarna och året beslutet togs. Men detta namn godkände inte SvFF med motiveringen att ett lag inte får bestå av förkortningar och/eller siffror, detta trots att det finns andra registrerade lag som har just det. Därför registrerade de istället IF Limhamn Bunkeflo, men de använder alltid LB07 i sin kommunikation och på sitt emblem. 

## Herrlaget
IF Limhamn Bunkeflos herrlag spelade i Superettan säsongen 2008, men föll ur serien och fick spela i Division 1. 2013 föll laget ner i Division 2, men vann samma säsong MM tack vare ett fint solomål av Francis Mensah i finalen mot Kvarnby IK. 
2014 blev starten på en ungdomssatsning i LB07. Almir Buhic tog över huvudansvaret för A-laget med Tommy Ringblom som assisterande tränare, som sedermera har tagit över som huvudtränare. Tommy Ringblom avslutade sin sejour som huvudtränare i slutet av 2019 varpå John Wall tog över huvudansvaret tillsammans med Olof Persson som assisterande. 
Laget åkte 2020 ur division 2 och Olof Persson bytte sedan roll inom klubben i slutet på året varpå Chadie Hotait tog över rollen som assisterande. Under sommaren 2021 slutade även John Wall. Under andra halvan av säsongen 2021 leddes laget av Olof Persson som tillfällig tränare tillsammans med Chadie Hotait som assisterande. 
Efter säsongen 2021 med en 5:e plats i division 3 södra götaland meddelade klubben att Chadie Hotait skulle ta över som permanent huvudtränare. Senare meddelade klubben att André Johansson skulle få rollen som assisterande tränare för den kommande säsongen 

## Damlaget
Klubbens damlag spelade fram till 2008 i Division 3 då de vann sin serie. 2009 spelade de i Division 2 Sydvästra Götaland, 2010 och 2011 i Division 2 Södra Götaland, båda dessa år vann de serien och 2011 vann de även kvalet till Division 1 och spelade 2012 i Söderettan.
2013-2016 spelade man i näst högsta serien, Elitettan. 2010 kom laget till 16-delsfinal och 2011 ända till kvartsfinal i Svenska Cupen (som första division 2-lag någonsin) efter att bland annat slagit ut allsvenska Kristianstads DFF.
År 2016 vann damlaget Elitettan och spelade 2018 för andra säsongen i Damallsvenskan, där man nätt och jämnt lyckades klara sig kvar. Tränare till och med 2018 var Otto Persson; Benny Fehrlund var assisterande tränare. Efter säsongen bestämde klubben för att bryta med Otto. Till 2019 blev Renée Slegers tränare för A-laget. Hon hade 2018 varit tränare för F19-laget. Slegers hade goda förhoppningar och såg fram emot säsongen. 2019 åkte man ur högsta serien, något Slegers tyckte var delvis ofötjänt utifrån arbetsinsatsen.
12 september 2019 avslöjade Fotbollskanalen att LB07 och Malmö FF avsåg att fusioneras, där MFF skulle överta det mesta. Enligt uppgifter hade samtal förts mellan klubbarna i ett halvår. LB07 hade svårt med ekonomin i Damallsvenskan och MFF var pressat från flera håll att skaffa en damverksamhet. Dagen efter offentliggjorde bägge klubbarna planerna på samgåendet. Slutgiltigt beslut skulle tas på årsmöten förmodat i november. MFF Support motsatte sig samgåendet. Extra årsmöten blev satta till 26 november för MFF och 27 november för LB07, där LB07 avsåg att ställa in sitt ifall MFF röstade ner samgåendet. MFF röstade ner samgåendet.
11 februari 2020 beslutade LB07 att damlaget dras ur Elitettan då flera sponsorer hade hoppat av och ekonomin inte höll.
I september 2020 gick LB07 ut med att man återstartar ett damlag i division 4 år 2021, den lägsta divisionen i Skånes fotbollsdistrikt.

## Säsong för säsong
| Säsong | Nivå   | Division   | Avdelning       | Plats | Flytt                           |
| ------ | ------ | ---------- | --------------- | ----- | ------------------------------- |
| 2008   | Nivå 2 | Superettan |                 | 13:e  | Nedflyttningskval – Nedflyttade |
| 2009   | Nivå 3 | Division 1 | Södra           | 5:e   |                                 |
| 2010   | Nivå 3 | Division 1 | Södra           | 7:e   |                                 |
| 2011   | Nivå 3 | Division 1 | Södra           | 10:e  |                                 |
| 2012   | Nivå 3 | Division 1 | Södra           | 11:e  |                                 |
| 2013   | Nivå 3 | Division 1 | Södra           | 13:e  | Nedflyttade                     |
| 2014   | Nivå 4 | Division 2 | Östra Götaland  | 14:e  | Nedflyttade                     |
| 2015   | Nivå 5 | Division 3 | Södra Götaland  | 12:e  | Nedflyttade                     |
| 2016   | Nivå 6 | Division 4 | Skåne sydvästra | 4:e   |                                 |
| 2017   | Nivå 6 | Division 4 | Skåne sydvästra | 1:a   | Uppflyttade                     |
| 2018   | Nivå 5 | Division 3 | Södra Götaland  | 2:a   |                                 |
| 2019   | Nivå 5 | Division 3 | Södra Götaland  | 1:a   | Uppflyttade                     |
| 2020   | Nivå 4 | Division 2 | Västra Götaland | 14:e  | Nedflyttade                     |
| 2021   | Nivå 5 | Division 3 | Södra Götaland  | 5:a   |                                 |
| 2022   | Nivå 5 | Division 3 | Södra Götaland  | 3:a   |                                 |
| 2023   | Nivå 5 | Division 3 | Södra Götaland  | 4:a   |                                 |

| Säsong | Nivå   | Division       | Avdelning       | Plats     | Flytt                              |
| ------ | ------ | -------------- | --------------- | --------- | ---------------------------------- |
| 2008   | Nivå 4 | Division 3     |                 | 1:a       | Uppflyttade                        |
| 2009   | Nivå 3 | Division 2     |                 | 9:a       |                                    |
| 2010   | Nivå 3 | Division 2     |                 | 1:a       |                                    |
| 2011   | Nivå 3 | Division 2     |                 | 1:a       | Kval - uppflyttade                 |
| 2012   | Nivå 2 | Division 1     | Södra           | 6:a       | "Uppflyttade" – serieomläggning    |
| 2013   | Nivå 2 | Elitettan      |                 | 11:e      |                                    |
| 2014   | Nivå 2 | Elitettan      |                 | 8:e       |                                    |
| 2015   | Nivå 2 | Elitettan      |                 | 4:e       |                                    |
| 2016   | Nivå 2 | Elitettan      |                 | 1:a       | Uppflyttade                        |
| 2017   | Nivå 1 | Damallsvenskan |                 | 9:e       |                                    |
| 2018   | Nivå 1 | Damallsvenskan |                 | 10:e      |                                    |
| 2019   | Nivå 1 | Damallsvenskan |                 | 11:e      | Nedflyttade                        |
| 2020   | Nivå 2 | Elitettan      |                 | Deltog ej | Damlaget nedlagt - ekonomiska skäl |
| 2021   | Nivå 6 | Division 4     | Skåne sydvästra | 3:a       | Damlaget återstartat i division 4  |
| 2022   | Nivå 5 | Division 3     | Skåne Sydvästra | 6:a       |                                    |

## Publiksnitt (herrar)

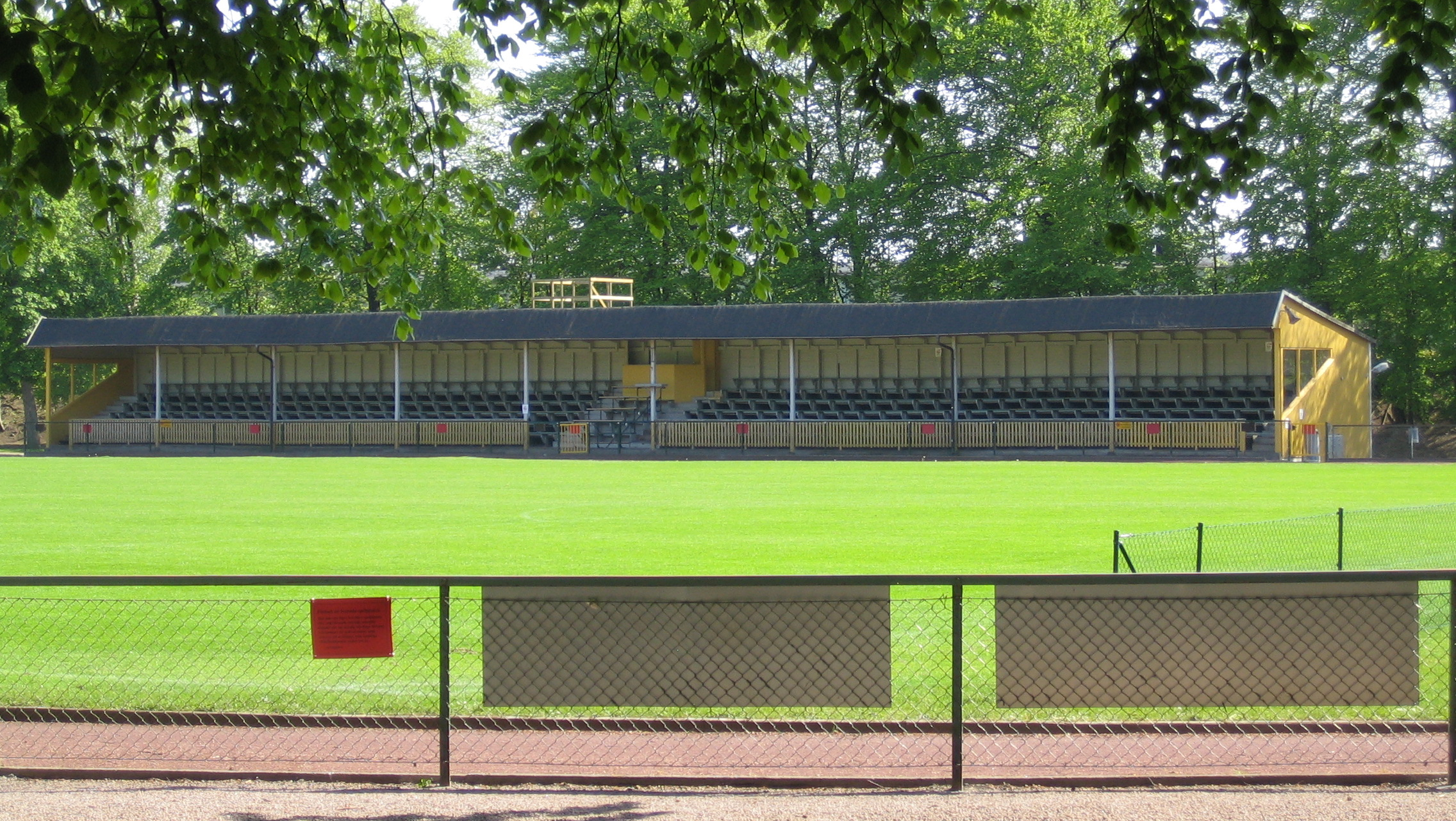
Limhamns IP

De senaste säsongerna har IF Limhamn Bunkeflo herrar haft följande publiksnitt.
| Säsong | Snitt publik | Division/             | Nivå   |
| ------ | ------------ | --------------------- | ------ |
| 2008   | 925          | Superettan            | Nivå 2 |
| 2009   | 469          | Div 1 Södra           | Nivå 3 |
| 2010   | 470          | Div 1 Södra           | Nivå 3 |
| 2011   | 360          | Div 1 Södra           | Nivå 3 |
| 2012   | 280          | Div 1 Södra           | Nivå 3 |
| 2013   | 260          | Div 1 Södra           | Nivå 3 |
| 2014   | 207          | Div 2 Östra Götaland  | Nivå 4 |
| 2015   | 73           | Div 3 Södra Götaland  | Nivå 5 |
| 2016   | 76           | Div 4 Sydvästra       | Nivå 6 |
| 2017   | 67           | Div 4 Sydvästra       | Nivå 6 |
| 2018   | 22           | Div 3 Södra Götaland  | Nivå 5 |
| 2019   | 69           | Div 3 Södra Götaland  | Nivå 5 |
| 2020   | 16           | Div 2 Västra Götaland | Nivå 4 |
| 2021   | 61           | Div 3 Södra Götaland  | Nivå 5 |
| 2022   | 31           | Div 3 Södra Götaland  | Nivå 5 |
| 2023   | 25           | Div 3 Södra Götaland  | Nivå 5 |

* Publiksnittet är taget från Svenska Fotbollförbundet hemsida.